# Axel Månsson Holding
Axel Månsson Holding ApS er en dansk økologisk gartneri- og landbrugsvirksomhed, der har hovedkvarter i Brande. Virksomhedens holdingselskab blev etableret af Axel Månsson i år 2000, og siden 2023 har han delt ejerskabet med sin familie. I 2023 havde de ca. 100 ansatte. I regnskabsåret 2023 omsatte de for 329 mio. kr.
Axel Månssons primære forretningsområde er baseret på en produktion af økologiske grøntsager, der leveres til danske dagligvarevirksomheder. Sortimentet inkluderer 38 forskellige slags salater, kål, løg og rodfrugter. I alt dyrker de 1.900 hektar jord.
Siden 1998 har de produceret økologiske æg. I dag har de over 230.000 økologiske høner, som tilsammen lægger 60 mio. økologiske æg om året, der leveres til DAVA Foods.
De senere år har de udviklet forretningen til også at inkludere Hotel Dalgas i Brande og en gårdbutik/webshop.